# Spinotarsus triangulosus
Spinotarsus triangulosus är en mångfotingart som beskrevs av Kraus 1960. Spinotarsus triangulosus ingår i släktet Spinotarsus och familjen Odontopygidae. Inga underarter finns listade i Catalogue of Life.